# 伊塞爾斯

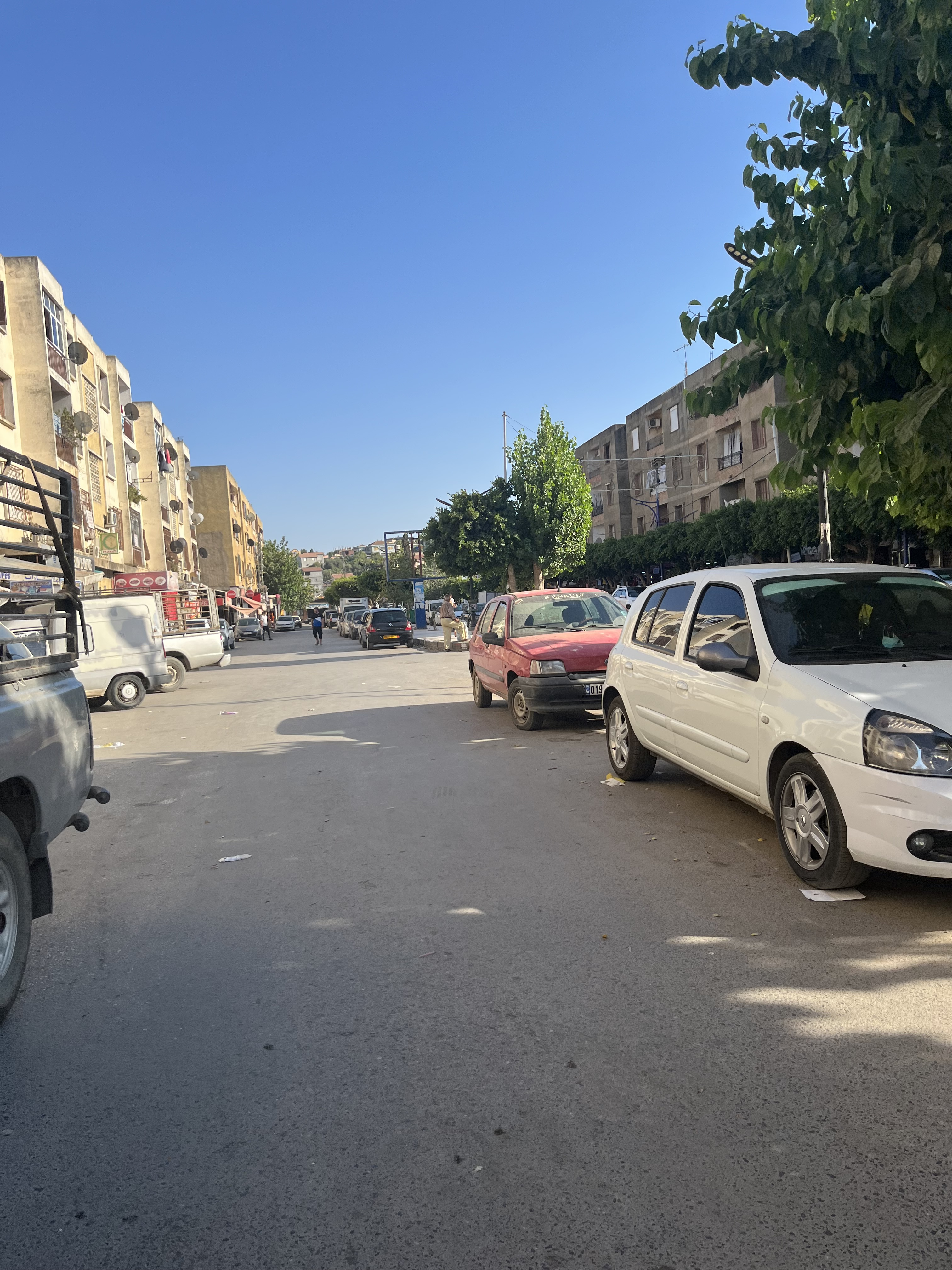
伊塞爾斯

伊塞爾斯（阿拉伯语：‎），是阿爾及利亞的城鎮，位於該國北部，由布米爾達斯省負責管轄，是伊塞爾區的首府，面積67平方公里，2008年人口32,580，人口密度每平方公里486人。